# Kiap
Les kiaps sont les officiers de district ou officiers de patrouille ayant un haut niveau d'autorité et représentant d'abord le gouvernement britannique et ensuite australien en Papouasie-Nouvelle-Guinée avant l'indépendance.

## Étymologie
Kiap est un mot du tok pisin, créole papou, dérivé du mot allemand Kapitän (Capitaine).

## Rôle

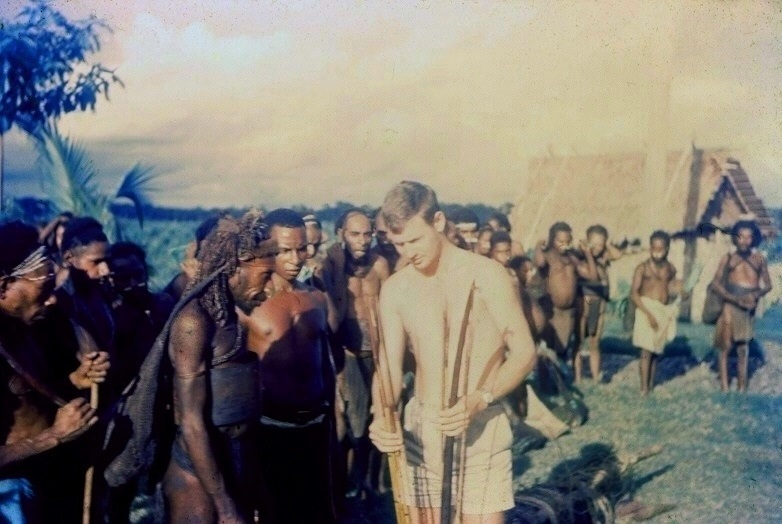
Officier de patrouille (Kiap), Christopher Viner-Smith, en 1964, examinant les armes portées par des hommes du peuple Biami, lors d'une patrouille visant à enquêter sur le vol antérieur d'acier lors d'un raid de Biami sur un poste de patrouille gouvernemental.

Le rôle du kiap évolue au fil des changements survenant en Papouasie-Nouvelle-Guinée coloniale. Les pouvoirs du kiap étaient généralement plus vaste lorsque les conditions étaient primitives. D'après le journal The Canberra Times, le rôle du kiap se définit comme: 
« ...Le kiap, par exemple, est administrateur de district, policier, magistrat, geôlier : s'il réside dans une région éloignée, il peut très bien être ingénieur, géomètre, médecin, dentiste, avocat et conseiller agricole. Le système kiap est né de la nécessité et des exigences imposées par les mauvaises communications dans un pays impossible : l'homme sur place devait avoir le pouvoir de prendre la décision. »
Pendant l'administration australienne, le kiap est un représentant du gouvernement ayant un rôle sur la politique d'éducation, sur les forces policières et sur la justice, ainsi que d'autres tâches comme la tenue de recensements. Les kiaps sont alors sous la direction de la Royal Papua New Guinea Constabulary (en) et, à ce titre, membre des services de police en service à l'étranger. Les kiaps sont nommés comme magistrats de district,,.
Durant les années 1960, plusieurs kiaps deviennent plus des magistrats se dissociant des forces de l'ordre. Plusieurs autres se sont spécialisés dans la mise en place de gouvernements locaux et provinciaux.

## Histoire
« Avec plus de 800 langues parlées sur une population d'un peu plus de six millions d'habitants [en 2009], la PNG est l'un des pays les plus diversifiés sur le plan sociolinguistique au monde.
—Dinnen & Braithwaite (2009) »
Peu après l'établissement de la colonie britannique du Territoire de Papouasie durant les années 1880, un système de patrouilleurs est créé afin d'étendre l'administration coloniale au-delà des villes majeures. Le système se poursuit après le transfert britannique à l'administration australienne et la création du Territoire de Papouasie et Nouvelle-Guinée en 1905.
Les kiaps patrouillaient durant une période où le cannibalisme était toujours pratiqué dans certaines parties de la Papouasie-Nouvelle-Guinée. Des conflits violents entre tributs ennemies étaient aussi très fréquents.
Lorsque l'officier de patrouille (kiap) Jim Taylor et le prospecteur Mick Leahy, avec quatre-vingts policiers et transporteurs autochtones entrent dans la vallée de Wahgi en mars 1933, les Australiens ont été considérés comme étant des fantômes. Plus tard durant la même année, plusieurs autochtones de la vallée sont tués après une bavure et, en 1935, il y a d'autres morts d'indigènes lors d'une intervention entre groupes de combattants, ainsi que la mort de deux missionnaires blancs. Les premiers contacts sont alors marqués par l'incompréhension et les risques de sombrer dans la violence.
Durant les premières années, un nombre très restreint de kiaps est essaimé à travers l'ensemble du territoire. Peu avant l'administration australienne d'avant-guerre en 1938, un total de 150 gouvernaient au moins trois quarts de millions de personnes, bien que le nombre officiel échappa au contrôle du gouvernement.

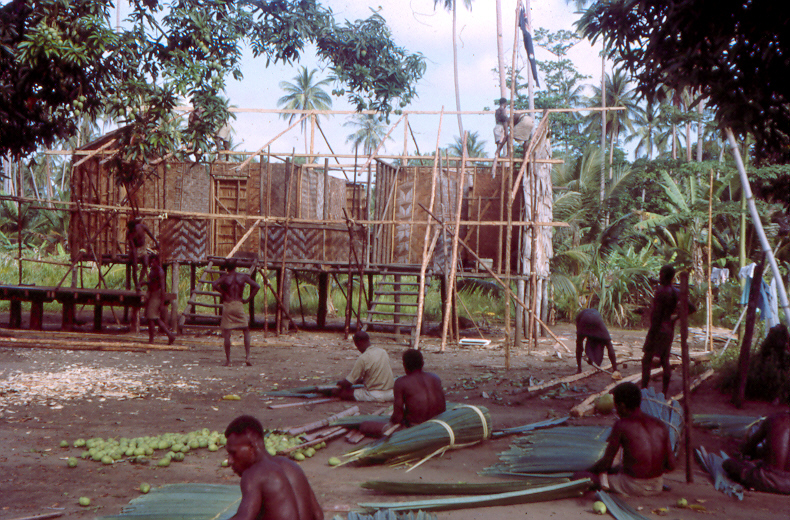
Bureaux et logements pour la police, au poste de patrouille d'Afore, en cours de construction par des hommes autochtones locaux sous la supervision de Kiaps australiens en 1964.

Avant la Seconde Guerre mondiale, les kiaps étaient sommés de suivre des cours en droit, en anthropologie et en médecine tropicale à l'université de Sydney. Durant les années 1950, les kiaps avec de l'expérience terrain deviennent qualifiés pour devenir officier de district après un examen à la Australian School of Pacific Administration (ASOPA (en)), où ils étudient le droit, l'anthropologie, l'histoire du Pacifique, le développement constitutionnel et l'administration.
« Lorsque je suis devenu ministre [du Département des Territoires, en 1951], on m'a montré des cartes sur lesquelles les parties du territoire étaient marquées comme « zones contrôlées » ou « zones non contrôlées »... la signification du contrôle dans son essence la plus stricte était la suivante : une zone a été pénétrée par des patrouilles administratives, des contacts ont été établis avec la plupart des habitants de la zone, un certain nombre de postes de patrouille ont été créés comme points de contact permanents, les personnes ont été grossièrement dénombrées et familiarisées avec l'idée de base de l'ordre public, à savoir qu'ils ne doivent pas s'entretuer, qu'ils doivent porter leurs différends devant l'officier blanc de l'administration pour qu'ils soient réglés et qu'ils doivent respecter l'autorité gouvernementale.
— Sir Paul Hasluck »
Les kiaps assuraient "la pacification, l'aide médicale et l'administration de quelque 11 920 villages" sur un terrain accidenté et presque impénétrable. "Le système kiap [...] désignait pour chaque village un luluai, par l'intermédiaire duquel le contrôle était administré, et en Papouasie, un gendarme de village. Il était impératif de mettre un terme aux meurtres et aux échanges de représailles afin d'obtenir une paix durable. Ce système a donc permis de remplacer un système de mort et de vengeance par une politique de punition par l'État et d'indemnisation des familles des victimes.

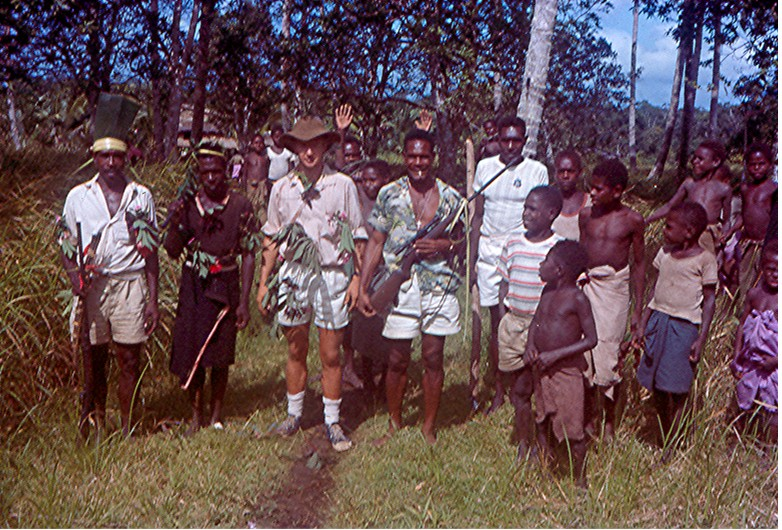
Chris Viner-Smith quittant le village de Kibuli le 6 juin 1963 – Oriomo-Bituri Patrol – Western District.

En 1954, l'officier de patrouille Gerald Leo Szarka est tué à coups de hache par la population locale. Szarka tentait alors de conduire un recensement de la population. D'autres kiaps sont également tués dans l'exercice de leurs fonctions qui incluaient la collecte des impôts auprès de villages ne possédant pas d'argent.
En 1963, les dernières régions isolées de la Papouasie-Nouvelle-Guinée échappant au contrôle du gouvernement sont finalement soumisses à son autorité. Cependant, en 1969, les pouvoirs des kiaps sont remis en question et des pétitions commencent à apparaître afin d'abolir l'institution.
De 1949 à 1974, environ deux mille personnes ont occupé cette fonction.
En 1979, quatre ans après l'indépendance, le système des kiaps décline en raison du fait que l'institution n'était pas conçue pour s'occuper de citoyens libres dans une démocratie indépendante.
Un ancien Field marshal de la Seconde Guerre mondiale et gouverneur général d'Australie, William Slim, rapporte à propos des kiaps: 
« Vos jeunes hommes en Nouvelle-Guinée sont allés là où je n'aurais jamais pu aller sans un bataillon et ils ont fait seuls, par leur seule force de caractère, ce que je n'aurais pu faire qu'avec des troupes. Je ne pense pas qu'il y ait eu quelque chose de semblable dans le monde moderne. »

## Point de vue autochtone

### August Kituai
August Ibrum K. Kituai, l'un des premiers historiens indigènes en Papouasie-Nouvelle-Guinée, a écrit une étude sur les rencontres étroites et les enchevêtrements qui se sont produits lorsque les régimes coloniaux ont utilisé les populations indigènes comme agents du colonialisme. Kituai souligne que les ordres et les règlements administratifs n'étaient souvent pas respectés, la police autochtone faisant ce qu'elle pensait être le mieux, ou à son propre avantage et soulève un certain nombre de questions non résolues sur l'omniprésence de l'administration "civilisatrice" dirigée par l'Australie, sur l'étendue de l'autorité exercée par les Kiaps sur leurs hommes et, d'un point de vue historiographique, sur la véracité des témoignages de ses informateurs".
Kituai "[pèle] le vernis de l'autorité du Kiap, du commandement hiérarchique et de la soi-disant pénétration pacifique qui a sous-tendu une grande partie de l'histoire antérieure des patrouilles en Papouasie-Nouvelle-Guinée. Il révèle une histoire d'opportunisme, de destruction de biens, de prédation sexuelle et de tragédie personnelle qui met en lumière la manière dont les dessous non officiels et non réglementés du colonialisme ont affecté la vie des gens et créé les nouvelles nations d'aujourd'hui".

### Anyan du peuple Tairora
Durant les années 1950 et 1960, les anthropologues Virginia et James Watson ont travaillé dans les Hautes terres centrales de la Papouasie-Nouvelle-Guinée. Virginia Watson a pu écrire l'histoire d'Anyan, une femme du peuple tairora (en) choisie par sa famille pour vivre dans la station gouvernementale de Kainantu et avec l'ordre d'apprendre le tok pisin et d'ensuite servir en tant que traductrice : 
« Un jour, quand le kiap est venu nous chercher, nous avons tous fui le village aussi vite que possible. J'étais alors encore une jeune fille. J'ai couru aussi vite et aussi loin que je pouvais, puis je me suis caché parmi des roseaux dans un terrain bas. Mais mes pieds n'étaient pas complètement cachés et un policier est passé et les a vus. Il m'a attrapé par le bras et m'a sorti pour voir si j'étais une fille ou un garçon. Quand il a vu que j'étais une fille, il m'a emmené à la maison où ils gardaient toutes les personnes qu'ils attrapaient. Si j'avais été un garçon, j'aurais été abattu. Cette fois-là, quand le kiap s'est lancé à notre poursuite, dix hommes et deux garçons ont été abattus. C’est un moment de ma vie où j’ai eu le plus peur. (p. 51-52) »
Plus tard, Anyan a considéré que les bienfaits de l'administration coloniale l'emportaient sur la plupart de ses craintes antérieures.

### Tribunaux kiaps
La loi n'a été appliquée que par intermittence dans la plupart des communautés indigènes, et ce de manière souvent arbitraire aux yeux de nombreux villageois. Jamais plus de 10 pour cent des Papouans-Nouveaux-Guinéens ont été reconnus innocents par un tribunal kiap au cours d'une année.

## Reconnaissance australienne
En juillet 2013, après onze années de pression auprès du gouvernement australien, 99 anciens kiaps sont présentés avec la Police Overseas Service Medal (en) au Parlement d'Australie à Canberra par l'honorable Jason Clare, ministre de l'Intérieur et de la Justice et par le commissaire de l'Australian Federal Police, Tony Negus (en).
Durant la cérémonie, qui commémore le travail des kiaps entre 1949 et 1973, le ministre Clare déclare que « être un Kiap signifiait que vous étiez à la fois ambassadeur, policier, explorateur, agriculteur, ingénieur et anthropologue ». Il reconnait aussi que les kiaps étaient souvent constamment de garde pendant de longues périodes et dans des régions éloignées, qu'ils œuvraient dans un rôle qui « exigeait de la persévérance, de la ténacité et de l'engagement ». Il continue en mentionnant que « aujourd'hui, nous réparons un tort. Nous reconnaissons des hommes qui auraient dû être reconnus comme il se doit il y a de nombreuses années ».
Clare, durant un débat parlementaire plus tôt a débattu d'un projet de loi permettant l'octroi d'une médaille pour services rendus. Il déclare à cette occasion que « les Kiaps étaient un groupe extraordinaire de jeunes Australiens qui ont rendu un service remarquable à la population de PNG. Ils étaient parmi les meilleurs de notre pays ».